# Joseph Firbas
Joseph Firbas es un pintor y editor peruano, nacido en Lima el 25 de noviembre de 1962. Su padre fue el científico alemán Johann Firbas Brik, y su madre la poeta y escritora peruana Lily Cuadra Quesquén.

## Biografía
Empezó a estudiar arte a los 14 años en el taller de la escultora Cristina Gálvez y luego terminando el colegio ingresa a la escuela de arte de la Pontificia Universidad Católica del Perú en donde estudió de 1981 a 1983, para luego terminar su formación con el pintor argentino Felipe Wolfsdorf. Su primera exposición individual la realizó en el año de 1987 en la galería de arte 2V’S en Lima. A partir de esa época Firbas empezó a realizar exposiciones en diferentes países: Alemania, Holanda, Canadá, Corea, Chile, República Dominicana, Panamá, entre otros. Al inicio, su pintura era más expresionista y con gran influencia del pintor inglés Francis Bacon. Luego su estilo fue decantando hacia el surrealismo pero con derivaciones renacentistas y creando ambientaciones o tinglados llenos de símbolos muy personales. Sus lienzos son muy meditados y sus personajes tienen un aspecto atemporal. En el 2007 creó la revista de artes visuales Artmotiv.

## Premios y distinciones
- 2013: Artista homenajeado en la Feria de Arte IAAF de Seúl – Corea.[3]
- 2005: Invitado oficial, Primer Salón Iberoamericano de Artes Plásticas. Galería de Arte Espacio México. Montreal – Canadá.
- 1994: Invitado oficial – Encuentros. II Muestra Contemporánea Anual de Arte Hispano y Latinoamericano. The Florida Museum of Hispanic and Latin American Art. Miami – USA.[3]
- 1992: Finalista del Primer Concurso de Pintura Coca Cola. Trujillo – Perú.
- 1990: Medalla de plata. Concurso de pintura de la Southern Perú Cooper Corporation. Arequipa – Perú.
- 1989: Invitado oficial de la IX Bienal de Arte de Valparaíso.[3]
- 1988: Mención honrosa. Concurso Paramonga 2000 para las Artes.
- 1988: Premio de Pintura Galería de arte Borkas. Casino Náutico de Ancón. Lima – Perú.
- 1987: Medalla de plata. Concurso de dibujo Embajada de la Repùblica Argentina. Lima – Perú.
- 1987: Invitado oficial de la VII Bienal de Valparaíso. Valparaíso – Chile.[3]

## Exposiciones
- 2019: Exposición Individual. Galería de Arte Yvonne Sanguineti. Lima - Perú.
- 2016: Historia Visual de la Pintura Peruana 100 años / 25 pintores. Trujillo - Perú.[4]
- 2014: Memoria Subliminal. Sala de Arte del Club Empresarial. Lima – Perú.[3]
- 2014: Memoria Reunida. Sala de Arte del Instituto Cultural Peruano Norteamericano de Lima. Lima - Perú.
- 2013: Artista Homenajeado. Exposición Individual en la Ibero-American Art Fair en Seoul Korea IAAF. Hangaram Art Museum of Seoul.
- 2011: Memoria Floral. Sala de Arte del Club Empresarial. Lima - Perú.
- 2010: Obra Reciente. Centro Cultural Rimac. Asia, Lima – Perú.
- 2010: Memoria Reunida II. Galería de Arte Guernica. Santo Domingo – República Dominicana.
- 2009: Memoria Reunida. Sala de Arte del Club Empresarial. Lima – Perú.
- 2007: Memoria Volátil. Galería de Arte La Galería. Lima - Perú.
- 2006: Cuerpos. Galería de Arte Art Américas. Montreal - Canadá.
- 2006: Ilusión. Off-Gallery. Karlsruhe - Alemania.
- 2005: La Lógica de lo Incierto. Galería de Arte La Galería. Lima - Perú.
- 2005: Obra Reciente. Galería de Arte del Volksbank. Weinheim – Alemania.
- 2004: Memoria Imaginaria. Galería de Arte Fórum. Lima - Perú.[1]
- 2004: Obra Reciente. Galería de Arte Ana María Matthei. Santiago de Chile – Chile.[1]
- 2004: Obra Reciente. Off-Gallery,  Karlsruhe - Alemania.[1]
- 2003: La Estrategia de la Memoria. Galería de Arte Imagen. Ciudad de Panamá – Panamá.[1]
- 2003: La Textura de los Sueños. Galería de Arte Gora, Montreal - Canadá.[1]
- 2003: Obra Reciente. Galería de Arte Painen, Berlín - Alemania.
- 2002: Memoria Antigua. Galería de Arte Ana María Matthei. Santiago de Chile – Chile.[1]
- 2002: Obra reciente. Galería de Arte Francisco Nader. Santo Domingo, República Dominicana.[1]
- 1999: Condición femenina. Galería de arte  2V`S. Lima - Perú.[1]
- 1997: Gesto callado. Galería de arte  2V`S. Lima - Perú.[1]
- 1995: Obras recientes. Galería de arte Grupo talleres. Lima - Perú.[1]
- 1993: Obra gráfica y joyas. Galería de arte  2V`S. Lima - Perú.[1]
- 1992: Visiones Anímicas. Entre lo aparente y lo real. Galería de arte  2V`S. Lima - Perú.[1]
- 1990: Geografía Emocional.  Galería de arte  2V`S. Lima - Perú.[1]
- 1988: Transformaciones.  Galería de arte  2V`S. Lima - Perú.[1]
- 1987: Primera Individual.  Galería de arte  2V`S. Lima - Perú.[1]